# 速率单调调度算法
速率单调调度算法（英語：Rate-monotonic scheduling，縮寫：RMS）是刘炯朗和J·萊蘭（J. Layland）提出的单处理机实时周期性任务静态优先级调度算法。
该算法的按照任务的速率分配优先级。速率越大，优先级越高；速率越小，优先级越低。
刘炯朗和萊蘭给出了可行调度的充分非必要条件：
{\displaystyle U=\sum _{i=1}^{n}{\frac {c_{i}}{p_{i}}}\leq {n({\sqrt[{n}]{2}}-1)}}.
其中，{\displaystyle U}是处理机使用率，{\displaystyle c}是作业的计算时间，{\displaystyle p}是任务的周期，{\displaystyle n}是任务的数目。